# Gonzalagunia bunchosioides
Gonzalagunia bunchosioides är en måreväxtart som beskrevs av Paul Carpenter Standley. Gonzalagunia bunchosioides ingår i släktet Gonzalagunia och familjen måreväxter. Inga underarter finns listade i Catalogue of Life.